# Naturschutzgebiet Hardt (Hagen)

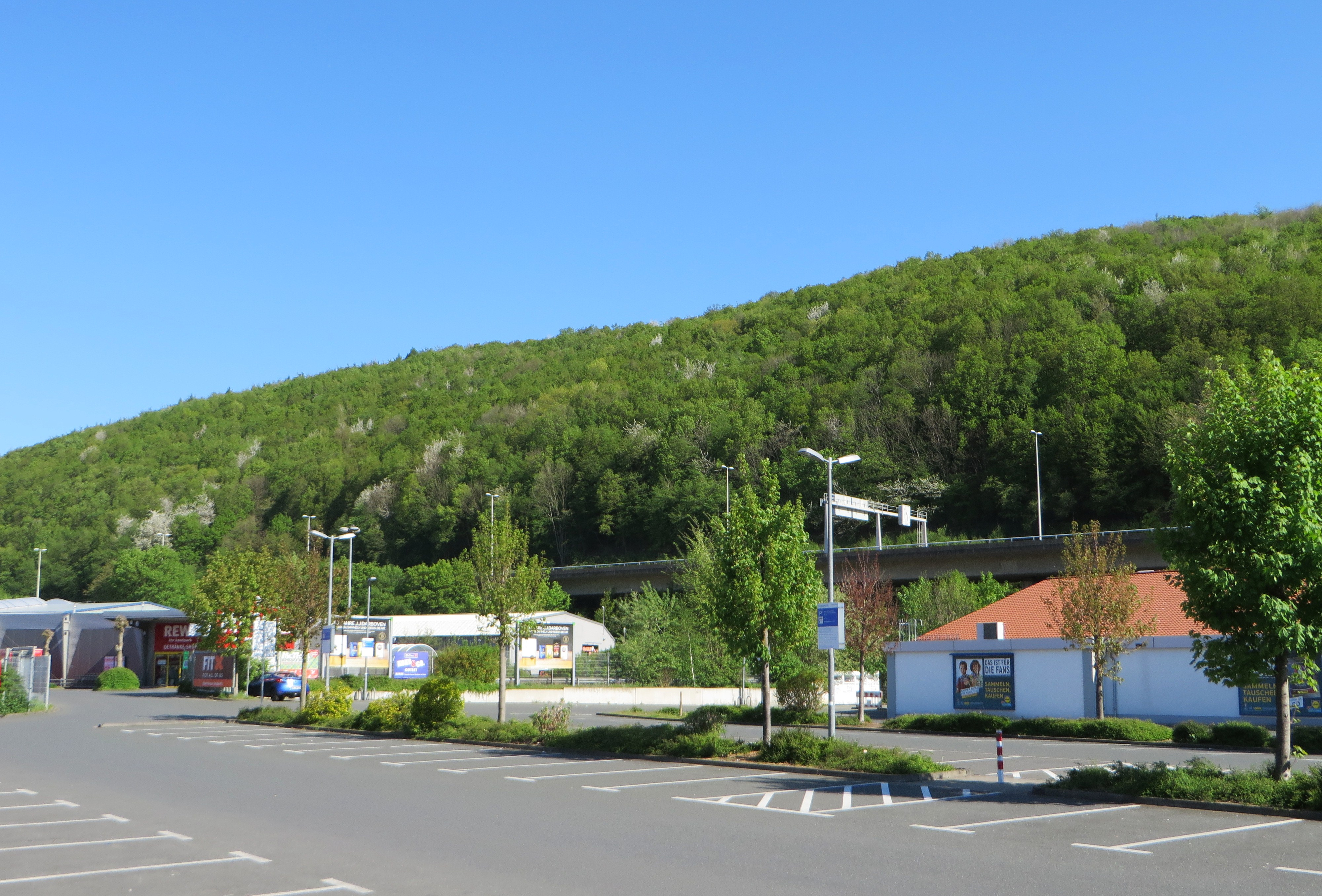
Naturschutzgebiet Hardt im Hintergrund

Das Naturschutzgebiet Hardt mit einer Flächengröße von 49,10 ha befindet sich auf dem Gebiet der kreisfreien Stadt Hagen in Nordrhein-Westfalen. Das Naturschutzgebiet (NSG) wurde 1994 mit dem Landschaftsplan der Stadt Hagen vom Stadtrat von Hagen ausgewiesen. Es liegt im Stadtteil Emst. Im Südwesten grenzt das NSG direkt an die aufgeständerte Bundesstraße 54 bzw. Volmetalstraße. Die B 54 trennt das NSG von der Volme. Das NSG ist sonst fast nur von Bebauung umgeben. Nur im Norden grenzt direkt das nur 3,76 ha große Landschaftsschutzgebiet östlich Delstern und im Südosten der Friedhof Delstern an. Die K 2 teilt das NSG in zwei Teilflächen. Das Naturschutzinformationssystem des Landesamtes für Natur, Umwelt und Verbraucherschutz Nordrhein-Westfalen führt für das NSG den falschen Namen Hard.

## Gebietsbeschreibung

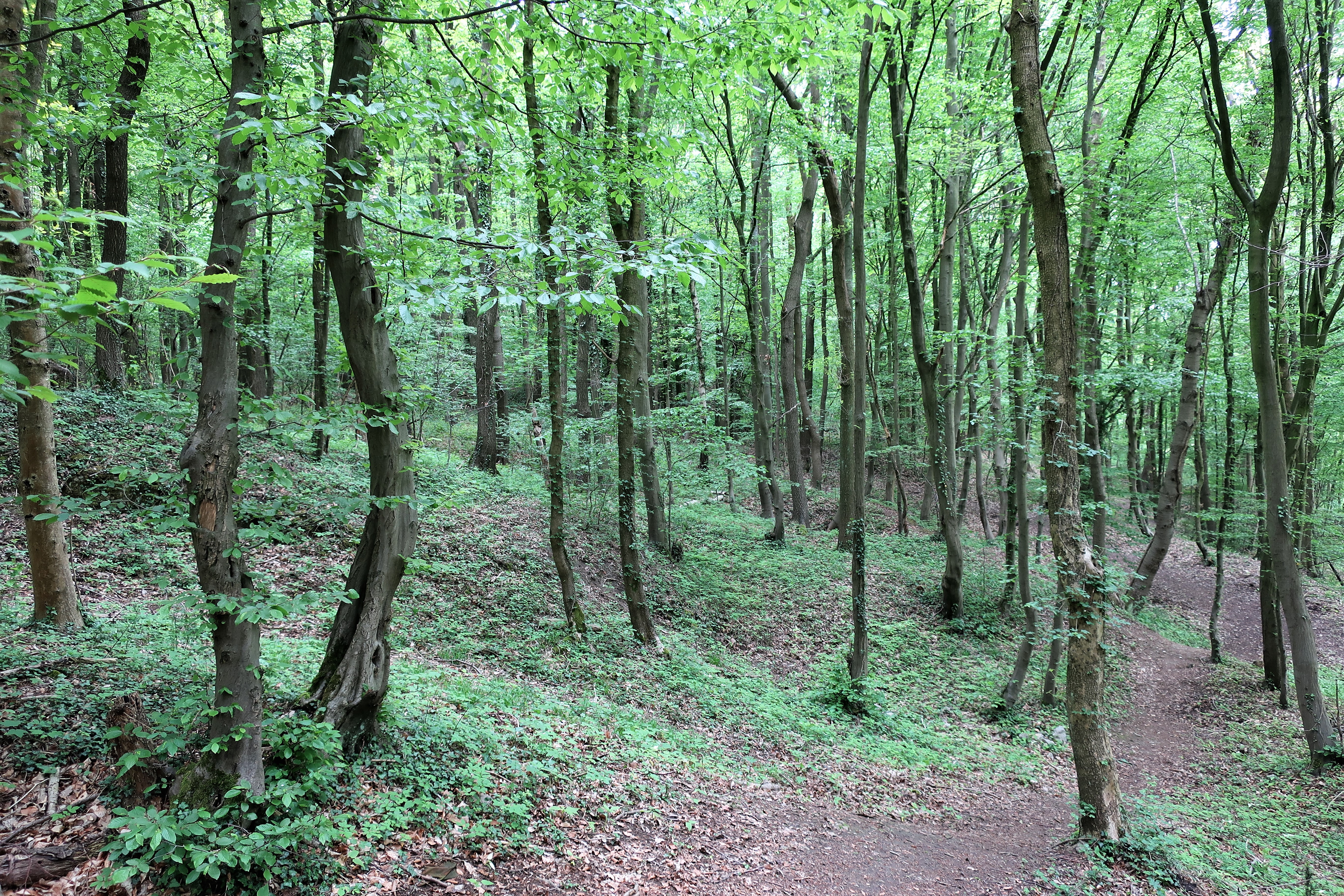
Naturschutzgebiet Hardt

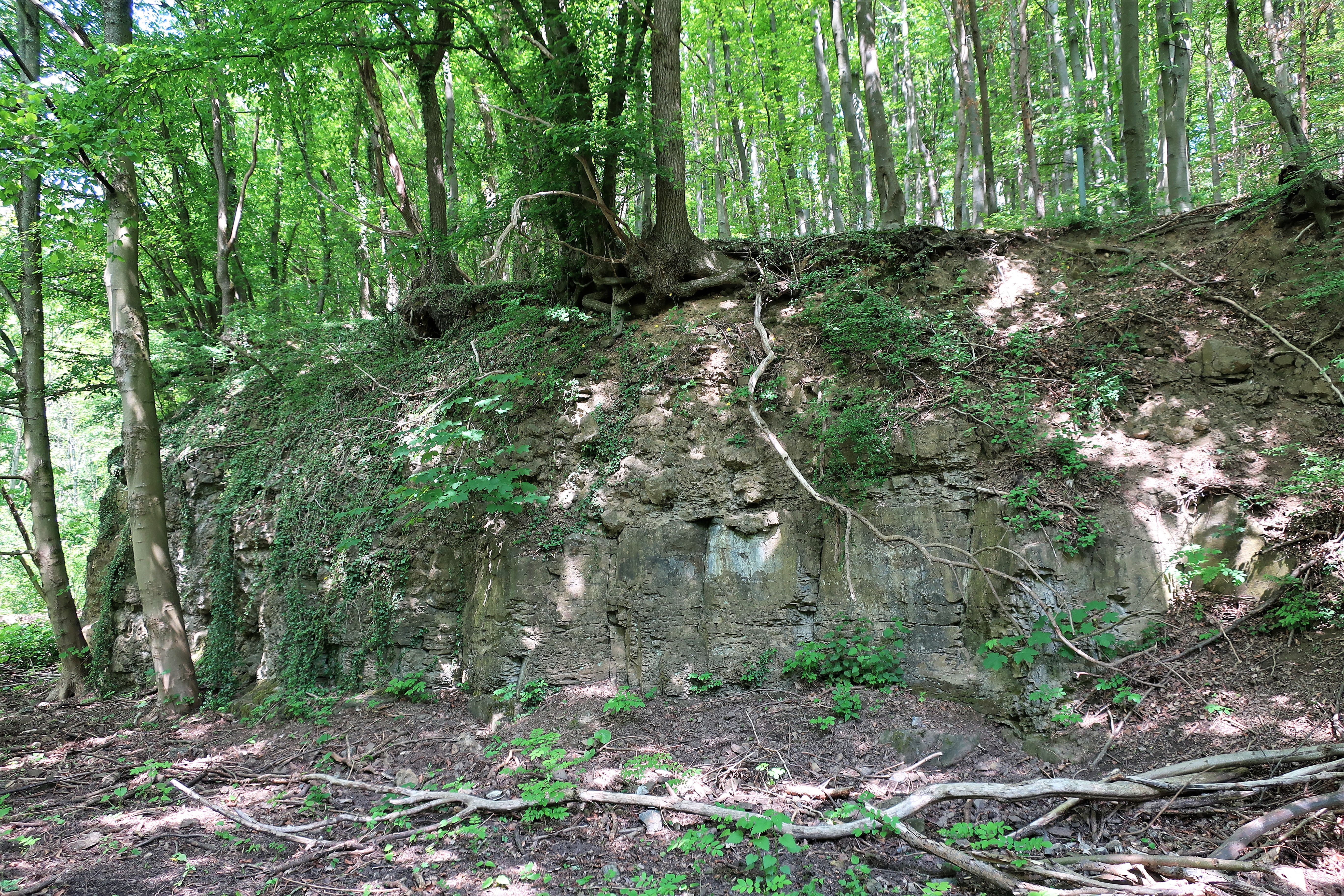
Kalk aus der Zeit des Devon

Das NSG umfasst ein Laubwaldgebiet am Volmetalhang. Am Fuß des Steilhanges befindet sich auf dem Hanganschnitt der B 54 ein Trockenrasen. Im Osten liegen im NSG zwei ehemalige Kalksteinbrüche.

## Schutzzweck
Das NSG wurde zur Erhaltung und Wiederherstellung von Lebensgemeinschaften oder Lebensstätten bestimmter wildlebender Pflanzen- und wildlebender Tierarten sowie zur Erhaltung und Entwicklung überregional bedeutsamer Biotope seltener und gefährdeter sowie landschaftsraumtypischer wildlebender Pflanzen- und wildlebender Tierarten von europäischer Bedeutung als Naturschutzgebiet ausgewiesen.